# Chiuppano
Chiuppano (velenceiül Ciupan) település Olaszországban, Veneto régióban, Vicenza megyében. Lakosainak száma 2528 fő (2023. január 1.). Chiuppano Caltrano, Calvene, Carrè, Lugo di Vicenza és Piovene Rocchette községekkel határos.

## Népesség
A település népességének változása:
| Lakosok száma | 2548 | 2532 | 2528 |
|               | 2017 | 2018 | 2023 |